# Mitch Pileggi
Pour les articles homonymes, voir Pileggi.
Mitch Pileggi né le 5 avril 1952 à Portland dans l’Oregon est un acteur américain, principalement connu en France pour son interprétation du directeur adjoint Walter Skinner dans la série X-Files : Aux frontières du réel.

## Biographie
Pileggi a commencé à voyager avec sa famille dès l'âge de sept ans et, selon sa propre expression, « n'a plus arrêté de déménager pendant très longtemps ». En effet, son père travaillant comme directeur d'opération pour une société travaillant pour le département de la Défense, il est appelé à voyager régulièrement.
De ce fait, Pileggi passe une bonne partie de son enfance en Turquie. Après y avoir fait son lycée, Pileggi fait ses études universitaires en Allemagne. Puis, il découvre le monde du travail par la compagnie de son père en Arabie saoudite, faisant la navette entre l'Arabie saoudite et les États-Unis. Plus tard, il travaille en Iran pour une autre compagnie.
Après le putsch qui a fait tomber le gouvernement du Shah, il retourne aux États-Unis où il s'oriente alors vers une carrière d'acteur. Il s'installe à Austin au Texas pour jouer dans une compagnie théâtrale avant de revenir en Californie. Là-bas, il obtient quelques rôles dans des séries comme Dallas, L'Agence tous risques ou encore Un flic pas comme les autres. Il apparaît dans des films comme Trois Heures ou encore Le Retour des morts-vivants 2.
Cet acteur athlétique d'1,85 m décroche le premier rôle d'un film de Wes Craven, Shocker. Il apparaît également dans Basic Instinct lors de la scène de l'interrogatoire de Michael Douglas.
Et c'est alors qu'il postule (plusieurs fois d'ailleurs) pour jouer le rôle de Walter Skinner dans la série X-Files jusqu'à ce qu'il soit retenu.
Il s'est marié avec Arlene Warren à Hawaï en 1996.

## Filmographie

### Cinéma
- 1987 : Trois Heures, l'heure du crime de Phil Joanou : Duke Herman
- 1988 : Le Retour des morts-vivants 2 (Return of the Living Dead: Part II) de Ken Wiederhorn : Sarge
- 1989 : Shocker de Wes Craven : Horace Pinker
- 1991 : Guilty as Charged de Sam Irvin : Dominique
- 1992 : Basic Instinct de Paul Verhoeven : l'inspecteur des affaires internes
- 1994 : It's Pat: The Movie de Adam Bernstein :
- 1994 : Dangerous Touch de Lou Diamond Phillips : Vince
- 1995 : Un vampire à Brooklyn (Vampire in Brooklyn) de Wes Craven : Tony (non crédité)
- 1998 : The X Files, le film (The X Files) de Rob S. Bowman : Walter Skinner
- 2000 : Mafia parano de Eric Blakeney : Dexter Helvenshaw
- 2007 : Man in the Chair de Michael Schroeder : Floyd
- 2008 : Un éclair de génie (Flash of Genius) de Marc Abraham : Macklin Tyler
- 2008 : X-Files : Régénération de Chris Carter : Walter Skinner
- 2010 : Woodshop de Peter Coggan : Miller
- 2015 : The Girl in the Photographs de Nick Simon : Shérif Porter
- 2017 : Transformers: The Last Knight de Michael Bay : Rick McFicky
- 2019 : Polaroid de Lars Klevberg : shérif Thomas Pembroke
- 2021 : American Traitor: The Trial of Axis Sally de Michael Polish : John Kelly

### Télévision

#### Téléfilms
- 1991 : K 2000 : La Nouvelle Arme : Thomas J. Watts
- 2011 : Super storm: La tornade de l'apocalypse de Sheldon Wilson : Gunter MacGregor

#### Séries télévisées
- 1983 - 1987 : Agence tous risques : Paul Winkle
- 1990 : Dallas : Morrissey (4 épisodes)
- 1994 - 2002 : X-Files : Aux frontières du réel : Walter Skinner
- 2000 : Urgences : M. Watters (saison 6, épisode 17 : Question de choix)
- 2001 : The Lone Gunmen : Au cœur du complot : Walter Skinner (saison 1, épisode 11 : Jeux de menteurs)
- 2003 : New York, unité spéciale : agent de la D.E.A. Jack Hammond (saison 5, épisode 4)
- 2004 - 2009 : Stargate Atlantis : Colonel Steven Caldwell
- 2005 : New York, unité spéciale : agent de la D.E.A. Jack Hammond (saison 6, épisode 16)
- 2006 : Les Experts (CSI: Crime Scene Investigation) (saison 6, épisode 12 : Filles à papa)
- 2006 : Day Break : Détective Spivak
- 2007 : Boston Justice : le procureur Mark Freestone (saison 3, épisode 22 : Guantanamo plage)
- 2007 : Cold Case : Affaires classées : Mitch Hathaway (saison 4,épisode 19 : Voleur d'enfance)
- 2007 : Grey's Anatomy : Larry Jennings (saison 3, épisode 21 et saison 6, épisode 01)
- 2008 : Supernatural : Samuel Campbell / Azazel
- 2008 - 2014 : Sons of Anarchy : Ernest Darby
- 2009 : Esprits criminels : Norman Hill (saison 4, épisode 11 : Monsieur tout le monde)
- 2009 : Médium : Dan Burroughs (saison 6)
- 2010 : Castle : Hans Brauer (saison 2, épisode 24)
- 2010 : Supernatural : Samuel Campbell
- 2012 - 2014 : Dallas : Harris Ryland
- 2016 et 2018 : X-Files : Walter Skinner (saisons 10 et 11, 9 épisodes)
- 2019 : American Horror Story : 1984 : Art (2 épisodes)
- 2019 : Supergirl : Rama Khan (4 épisodes)
- 2021-2024 : Walker : Bonham Walker (rôle principal)